# 筑後広域公園
筑後広域公園（ちくごこういきこうえん）は、福岡県営の都市公園（広域公園）である。筑後市とみやま市にまたがった矢部川右岸（北岸）地域に整備された。指定管理者制度に基づき、筑後広域公園振興事業団が管理運営している。

## 概要
筑後市とみやま市瀬高町にまたがる地域に位置している。
2007年から供用が開始され、JR鹿児島本線西側にあたる多目的スポーツゾーンから順次開業し、2013年4月27日に芸術文化交流施設「九州芸文館」が開業したことによって、全ての施設が利用可能となった。
また、公園中央付近には「公園の中の駅」をコンセプトに、九州新幹線筑後船小屋駅が整備された。

## 施設・設備
東側
鹿児島本線から国道209号線までの矢部川沿いに広がるエリア。正門はエリアのほぼ東端に位置する。
- 芸術文化交流施設「九州芸文館」
- 休憩室（管理室）
- 駐車場
- ホテル「公園の宿」
- バーベキュー広場
- 芝生広場
- 八幡神社

西側（多目的スポーツゾーン）
鹿児島本線より西側にあり、エリア内を矢部川の支流である沖端川が流れ、連絡橋がかけられている。施設によっては有料であったり、予約が必要なものがある。
- 多目的グラウンド（照明有り）
- 体育館
- 多目的広場
- テニスコート（照明有り）
- ゲートボール場
- 多自然型水路
- プール

中ノ島
エリアの南を流れる矢部川の中州で、国道209号線の船小屋橋で連絡している。
- 中ノ島自然公園
- ガタガタ橋
  - 船小屋温泉と中ノ島を結ぶ。

## アクセス
- 自家用車
  - 九州自動車道八女ICより約5㎞。
- 鉄道
  - JR九州「筑後船小屋駅」（九州新幹線・鹿児島本線）より徒歩5分ほど
- バス
  - 羽犬塚駅より西鉄バス筑後船小屋駅行きに乗車し、正門へは「筑後広域公園前」、多目的スポーツゾーンへは「筑後広域公園体育館前」、九州芸文館へは「筑後船小屋駅」で下車